# Охеда, Алонсо
Алонсо Охеда Олаэчеа (исп. Alonso Ojeda Olaechea, подпольный псевдоним — Карлос Самора, 11 августа 1918, Баринас — 8 апреля 2006, Каракас) — один из видных деятелей венесуэльского рабочего и коммунистического движения, генеральный секретарь Коммунистической партии Венесуэлы (1985—1990).

## Биография
Родился на северо-западе Венесуэлы в городе Баринас. В юности активно участвовал в создании первых рабочих организаций в Баркисимето (столица штата Лара), выступал против диктаторского режима Х. В. Гомеса.
Член Компартии Венесуэлы (КПВ) с 1937, в 1943 был избран в ЦК, а в 1948 — в Политбюро ЦК КПВ. После запрещения Коммунистической партии и ареста Х. Фариа, в середине 60-х годов, исполнял обязанности генерального секретаря КПВ, руководил осуществлением побега из тюрьмы Сан-Карлос трех лидеров Компартии (февраль 1967), после чего был объявлен в Венесуэле нежелательным элементом. В 1967—1968 находился в СССР. В 1968 был избран депутатом венесуэльского парламента от партии «Союз движения вперед», легальной организации КПВ (запрет с деятельности КПВ был снят в 1969). На VII съезде Компартии (октябрь 1985) Охеда был избран генеральным секретарем ЦК КПВ и занимал эту должность до 1990.
Скончался в Каракасе 8 апреля 2006.
А. Охеда — автор документально-биографической книги «Два имени — одна жизнь, полная страстей и деяний» (Dos nombres: una vida de acción y pasión) (Венесуэла, 1999).

## Награды
- Орден Дружбы народов (10 августа 1988 года, СССР) — за заслуги в борьбе за мир, демократию и социальный прогресс, вклад в укрепление дружбы между советским и венесуэльским народами и в связи с семидесятилетием со дня рождения[1].